# Wilgenuitbreekkommetje
Het wilgenuitbreekkommetje (Pyrenopeziza fuckelii) is een schimmel uit de familie Ploettnerulaceae. Hij komt voor op bladeren van wilg.

## Verspreiding
In Nederland komt het wilgenuitbreekkommetje uiterst zeldzaam voor.